# Eleições autárquicas portuguesas de 1982 no distrito de Castelo Branco
| Eleições autárquicas portuguesas de 1982 Distritos: Aveiro \| Beja \| Braga \| Bragança \| Castelo Branco \| Coimbra \| Évora \| Faro \| Guarda \| Leiria \| Lisboa \| Portalegre \| Porto \| Santarém \| Setúbal \| Viana do Castelo \| Vila Real \| Viseu \| Açores \| Madeira |

## Resultados por concelho
Os resultados nos concelhos do distrito de Castelo Branco foram os seguintes:

### Belmonte
| Partido                 | Partido                 | Votos | %               | +/-  | Vereadores | +/-     |
| ----------------------- | ----------------------- | ----- | --------------- | ---- | ---------- | ------- |
|                         | Aliança Democrática     | 1 510 | 39,07 / 100,00  | 1,49 | 2 / 5      | Estável |
|                         | Aliança Povo Unido      | 1 239 | 32,06 / 100,00  | 2,05 | 2 / 5      | Estável |
|                         | Partido Socialista      | 854   | 22,10 / 100,00  | 2,31 | 1 / 5      | Estável |
| Votos Inválidos         | Votos Inválidos         | 262   | 6,78 / 100,00   | 2,89 |            |         |
| Total                   | Total                   | 3 865 | 100,00 / 100,00 |      | 5 / 5      |         |
| Eleitorado/Participação | Eleitorado/Participação | 5 597 | 69,05 / 100,00  | 3,69 |            |         |

### Castelo Branco
| Partido                 | Partido                 | Votos  | %               | +/-  | Vereadores | +/-     |
| ----------------------- | ----------------------- | ------ | --------------- | ---- | ---------- | ------- |
|                         | Aliança Democrática     | 16 647 | 56,20 / 100,00  | 4,61 | 4 / 7      | Estável |
|                         | PS-UEDS                 | 7 180  | 24,24 / 100,00  | Novo | 2 / 7      | Novo    |
|                         | Aliança Povo Unido      | 3 358  | 11,34 / 100,00  | 0,60 | 1 / 7      | Estável |
|                         | PCTP/MRPP               | 650    | 2,19 / 100,00   | 0,30 | 0 / 7      | Estável |
| Votos Inválidos         | Votos Inválidos         | 1 784  | 6,02 / 100,00   | 2,44 |            |         |
| Total                   | Total                   | 29 619 | 100,00 / 100,00 |      | 7 / 7      |         |
| Eleitorado/Participação | Eleitorado/Participação | 43 282 | 68,43 / 100,00  | 2,63 |            |         |

### Covilhã
| Partido                 | Partido                 | Votos  | %               | +/-  | Vereadores | +/-     |
| ----------------------- | ----------------------- | ------ | --------------- | ---- | ---------- | ------- |
|                         | Partido Socialista      | 14 062 | 43,86 / 100,00  | 3,66 | 4 / 7      | 1       |
|                         | Aliança Democrática     | 9 608  | 29,97 / 100,00  | 4,62 | 2 / 7      | 1       |
|                         | Aliança Povo Unido      | 6 125  | 19,10 / 100,00  | 0,18 | 1 / 7      | Estável |
|                         | PCTP/MRPP               | 587    | 1,83 / 100,00   | 0,45 | 0 / 7      | Estável |
| Votos Inválidos         | Votos Inválidos         | 1 678  | 5,24 / 100,00   | 2,04 |            |         |
| Total                   | Total                   | 32 060 | 100,00 / 100,00 |      | 7 / 7      |         |
| Eleitorado/Participação | Eleitorado/Participação | 45 282 | 70,80 / 100,00  | 0,01 |            |         |

### Fundão
| Partido                 | Partido                 | Votos  | %               | +/-  | Vereadores | +/-     |
| ----------------------- | ----------------------- | ------ | --------------- | ---- | ---------- | ------- |
|                         | Aliança Democrática     | 7 265  | 42,04 / 100,00  | 4,58 | 4 / 7      | Estável |
|                         | Partido Socialista      | 6 415  | 37,12 / 100,00  | 0,19 | 3 / 7      | Estável |
|                         | Aliança Povo Unido      | 1 804  | 10,44 / 100,00  | 0,92 | 0 / 7      | Estável |
|                         | PCTP/MRPP               | 471    | 2,73 / 100,00   | -    | 0 / 7      | -       |
| Votos Inválidos         | Votos Inválidos         | 1 325  | 7,67 / 100,00   | 2,58 |            |         |
| Total                   | Total                   | 17 280 | 100,00 / 100,00 |      | 7 / 7      |         |
| Eleitorado/Participação | Eleitorado/Participação | 26 062 | 66,30 / 100,00  | 5,96 |            |         |

### Idanha-a-Nova
| Partido                 | Partido                 | Votos  | %               | +/-   | Vereadores | +/-     |
| ----------------------- | ----------------------- | ------ | --------------- | ----- | ---------- | ------- |
|                         | Partido Socialista      | 5 612  | 60,07 / 100,00  | 15,45 | 5 / 7      | 1       |
|                         | Aliança Democrática     | 2 419  | 25,89 / 100,00  | 14,88 | 2 / 7      | 1       |
|                         | Aliança Povo Unido      | 559    | 5,98 / 100,00   | 3,10  | 0 / 7      | Estável |
| Votos Inválidos         | Votos Inválidos         | 752    | 8,05 / 100,00   | 2,52  |            |         |
| Total                   | Total                   | 9 342  | 100,00 / 100,00 |       | 7 / 7      |         |
| Eleitorado/Participação | Eleitorado/Participação | 14 086 | 66,32 / 100,00  | 4,56  |            |         |

### Oleiros
| Partido                 | Partido                   | Votos | %               | +/-  | Vereadores | +/-     |
| ----------------------- | ------------------------- | ----- | --------------- | ---- | ---------- | ------- |
|                         | Partido Social Democrata  | 3 433 | 63,94 / 100,00  | -    | 4 / 5      | -       |
|                         | Centro Democrático Social | 1 516 | 28,24 / 100,00  | -    | 1 / 5      | -       |
|                         | Aliança Povo Unido        | 111   | 2,07 / 100,00   | 1,74 | 0 / 5      | Estável |
| Votos Inválidos         | Votos Inválidos           | 309   | 5,75 / 100,00   | 1,29 |            |         |
| Total                   | Total                     | 5 369 | 100,00 / 100,00 |      | 5 / 5      |         |
| Eleitorado/Participação | Eleitorado/Participação   | 8 237 | 65,18 / 100,00  | 3,12 |            |         |

### Penamacor
| Partido                 | Partido                             | Votos | %               | +/-   | Vereadores | +/-     |
| ----------------------- | ----------------------------------- | ----- | --------------- | ----- | ---------- | ------- |
|                         | Partido Socialista                  | 2 415 | 45,75 / 100,00  | 11,76 | 3 / 5      | 1       |
|                         | Aliança Democrática                 | 2 115 | 40,06 / 100,00  | 15,88 | 2 / 5      | 1       |
|                         | Acção Social Democrata Independente | 205   | 3,88 / 100,00   | Novo  | 0 / 5      | Novo    |
|                         | Aliança Povo Unido                  | 149   | 2,82 / 100,00   | 3,30  | 0 / 5      | Estável |
| Votos Inválidos         | Votos Inválidos                     | 395   | 7,48 / 100,00   | 3,53  |            |         |
| Total                   | Total                               | 5 279 | 100,00 / 100,00 |       | 5 / 5      |         |
| Eleitorado/Participação | Eleitorado/Participação             | 7 829 | 67,43 / 100,00  | 0,08  |            |         |

### Proença-a-Nova
| Partido                 | Partido                   | Votos | %               | +/-  | Vereadores | +/-     |
| ----------------------- | ------------------------- | ----- | --------------- | ---- | ---------- | ------- |
|                         | Centro Democrático Social | 4 009 | 62,76 / 100,00  | -    | 4 / 5      | -       |
|                         | Partido Social Democrata  | 1 086 | 17,00 / 100,00  | -    | 1 / 5      | -       |
|                         | Partido Socialista        | 803   | 12,57 / 100,00  | 2,61 | 0 / 5      | Estável |
|                         | Aliança Povo Unido        | 118   | 1,85 / 100,00   | 0,41 | 0 / 5      | Estável |
| Votos Inválidos         | Votos Inválidos           | 372   | 5,83 / 100,00   | 3,42 |            |         |
| Total                   | Total                     | 6 388 | 100,00 / 100,00 |      | 5 / 5      |         |
| Eleitorado/Participação | Eleitorado/Participação   | 9 757 | 65,47 / 100,00  | 2,99 |            |         |

### Sertã
| Partido                 | Partido                   | Votos  | %               | +/-  | Vereadores | +/-     |
| ----------------------- | ------------------------- | ------ | --------------- | ---- | ---------- | ------- |
|                         | Partido Social Democrata  | 4 616  | 45,99 / 100,00  | -    | 4 / 7      | -       |
|                         | Centro Democrático Social | 2 795  | 27,85 / 100,00  | -    | 2 / 7      | -       |
|                         | Partido Socialista        | 1 883  | 18,76 / 100,00  | 4,41 | 1 / 7      | Estável |
|                         | Aliança Povo Unido        | 208    | 2,07 / 100,00   | 0,87 | 0 / 7      | Estável |
| Votos Inválidos         | Votos Inválidos           | 534    | 5,32 / 100,00   | 2,43 |            |         |
| Total                   | Total                     | 10 036 | 100,00 / 100,00 |      | 7 / 7      |         |
| Eleitorado/Participação | Eleitorado/Participação   | 16 698 | 60,10 / 100,00  | 5,25 |            |         |

### Vila de Rei
| Partido                 | Partido                 | Votos | %               | +/-  | Vereadores | +/-     |
| ----------------------- | ----------------------- | ----- | --------------- | ---- | ---------- | ------- |
|                         | Aliança Democrática     | 1 939 | 75,65 / 100,00  | 6,80 | 5 / 5      | Estável |
|                         | Partido Socialista      | 356   | 13,89 / 100,00  | 3,16 | 0 / 5      | Estável |
|                         | PCTP/MRPP               | 67    | 2,61 / 100,00   | -    | 0 / 5      | -       |
|                         | Aliança Povo Unido      | 48    | 1,87 / 100,00   | 0,89 | 0 / 5      | Estável |
| Votos Inválidos         | Votos Inválidos         | 153   | 5,97 / 100,00   | 1,91 |            |         |
| Total                   | Total                   | 2 563 | 100,00 / 100,00 |      | 5 / 5      |         |
| Eleitorado/Participação | Eleitorado/Participação | 3 946 | 64,95 / 100,00  | 3,78 |            |         |

### Vila Velha de Ródão
| Partido                 | Partido                 | Votos | %               | +/-  | Vereadores | +/-     |
| ----------------------- | ----------------------- | ----- | --------------- | ---- | ---------- | ------- |
|                         | Partido Socialista      | 1 466 | 47,54 / 100,00  | 2,60 | 3 / 5      | 1       |
|                         | Aliança Democrática     | 1 018 | 33,01 / 100,00  | 2,00 | 2 / 5      | Estável |
|                         | Aliança Povo Unido      | 453   | 14,69 / 100,00  | 6,65 | 0 / 5      | 1       |
| Votos Inválidos         | Votos Inválidos         | 147   | 4,76 / 100,00   | 2,05 |            |         |
| Total                   | Total                   | 3 084 | 100,00 / 100,00 |      | 5 / 5      |         |
| Eleitorado/Participação | Eleitorado/Participação | 4 570 | 67,48 / 100,00  | 2,85 |            |         |